# Silinga
Silinga, auch Sigilinga, Salinga o. ä., lebte in der 1. Hälfte des 6. Jahrhunderts und war Gemahlin des Langobardenherzogs Wacho und die Mutter seines wohl einzigen Sohnes Walthari. Genaue Lebensdaten sind nicht bekannt. Die informativste Quelle zu Silinga ist die Geschichte der Langobarden von Paulus Diaconus. Danach hatte Wacho drei Gemahlinnen (1,21):
- Ranicunda, eine Tochter des Thüringerkönigs Bisinus,
- Austrigusa, eine Tochter des Gepidenkönigs Turisind, die Mutter seiner Töchter Walderada und Wisigard, sowie
- Silinga, die Tochter eines Herulerkönigs, wahrscheinlich von Rudolf.

Die Langobarden hatten die Heruler unter Rudolf um 508 besiegt, woraufhin sich dieser Verband weitgehend auflöste: ein Teil von ihnen wurde als Foederaten ins Oströmische Reich aufgenommen, andere schlossen sich den Gepiden an, wieder andere den Langobarden. Wann Wacho Silinga zur Frau nahm, ist nicht überliefert, als Heide hatte er möglicherweise mehr als eine Frau zur selben Zeit. Die Heiraten dienten offensichtlich dazu, die Stellung der Langobarden unter den verschiedenen gentes (Stämmen) der Germanen zu festigen und abzusichern. Silinga gebar Wachos wahrscheinlich einzigen Sohn Walthari. Dieser wurde 540, wohl noch im Kindesalter, Wachos Nachfolger, er regierte als letzter Lethinger sieben Jahre, wahrscheinlich bis 546, bevor er, wie Paulus Diaconus lakonisch bemerkt, „dem Licht dieser Welt entzogen wurde“ („ab hac luce subtractus est“). Prokop fand erwähnenswert, dass er, noch ein Kind, an einer Krankheit (νάσῳ) verstorben ist. Ihm folgte sein Vormund Audoin.